# Teoria della catastrofe di Toba
La teoria della catastrofe di Toba sostiene che tra 75 000 e 70 000 anni fa l'esplosione di un supervulcano al di sotto del lago Toba, probabilmente il più grande evento eruttivo negli ultimi 25 milioni di anni, rese ancora più rigido il clima del pianeta che già stava attraversando una glaciazione.

## Conseguenze
Studi filogenetici sul cromosoma Y umano suggeriscono che circa 75 000 anni fa la specie umana fu ridotta a poche migliaia di individui. Questo collo di bottiglia nella numerosità della popolazione umana spiega in parte la scarsa variabilità genetica nella nostra specie. Alcuni ricercatori fanno risalire all'eruzione di Toba la causa di quella drastica riduzione. La teoria per ora non appare in contraddizione con le datazioni matrilineari dell'Eva mitocondriale e patrilineari dell'Adamo Y-cromosomiale. Secondo questa teoria, un evento simile lasciò conseguenze molto gravi in tutto l'ecosistema mondiale del tempo, portando molti organismi sull'orlo dell'estinzione.
Questa teoria è stata proposta nel 1998 da Stanley H. Ambrose dell'Università dell'Illinois a Urbana-Champaign. L'effetto collo di bottiglia dovuto all'eruzione di Toba si troverebbe anche per altre specie di mammiferi. Le popolazioni di scimpanzé dell'Est africano,  degli orangutan del Borneo, dei macachi dell'India, dei ghepardi e delle tigri hanno tutte recuperato a partire da un numero molto basso di esemplari circa 70 000–55 000 anni fa.
Fra l'altro, la separazione genetica fra gorilla di pianura orientale e gorilla di pianura occidentale è stimata essere avvenuta circa 77 000 anni fa.